# Oleksandr Hladkyi
Oleksandr Mykolayovych Hladkyi - em ucraniano,  Олександр Миколайович Гладкий (Lozova, 24 de Agosto de 1987) - é um futebolista ucraniano.
Nos tempos de União Soviética, teve seu nome russificado para Aleksandr Nikolayevich Gladkiy (Александр Николаевич Гладкий, em russo).
Na actualidade, ainda tem seu nome transliterado como Hladkiy, Gladkiy e Gladkyy.

## Títulos
Shakhtar Donetsk
- Campeonato Ucraniano: 2008, 2010
- Copa da Ucrânia: 2008
- Supercopa da Ucrânia: 2008, 2010
- Copa da UEFA: 2008-09

### Individuais
- Artilheiro do Campeonato Ucraniano: 2007 (13 gols)
- Líder assistente do Campeonato Ucraniano: 2008 (11 assistências)